# Weißflankenschweinswal
Der Weißflankenschweinswal (Phocoenoides dalli) oder auch Dall-Hafenschweinswal (benannt nach William Healey Dall) ist eine Walart aus der Familie der Schweinswale (Phocoenidae). Die Art kam in den 1970er-Jahren in die Schlagzeilen, als erstmals bekannt wurde, dass bei der Lachsfischerei jährlich Tausende Tiere sterben, indem sie sich in den Netzen verfangen und ertrinken.

## Verbreitung
Weißflankenschweinswale kommen im nördlichen Pazifik und im Beringmeer vor. Im Süden reicht ihr Verbreitungsgebiet im Osten bis zur Halbinsel Niederkalifornien, im Westen bis ins südliche Japan. Wanderungen sind bekannt, im Sommer halten sie sich in nördlicheren Gebieten auf, während sie im Winter südwärts wandern.

## Beschreibung
Der Schweinswal erreicht ausgewachsen eine Körperlänge zwischen 1,9 und 2,4 Meter und wiegt zwischen 170 und 210 Kilogramm. Er ist damit der schwerste und größte Schweinswal. 
Der Weißflankenschweinswal verdankt seinen Namen einer weißen Flanke, die vom Bauch bis zur Rückenflosse reicht, während die Oberseite schwarz ist. Weiß gefärbt ist außerdem die Spitze der Finne. Die Färbung der Tiere gleicht derjenigen des Schwertwals. 

## Lebensweise
Mit einer Höchstgeschwindigkeit von bis zu 55 km/h gehören sie zu den schnellsten Schwimmern aller Wale. Sie bewegen sich in Zick-Zack-Mustern fort. Sie leben in kleinen Schulen von zwei bis zu zehn Tieren, in reichen Nahrungsgründen können sich aber mehrere Hundert dieser Tiere versammeln. Ihre Nahrung besteht vorwiegend aus Tintenfischen und Fischen. Da in ihren Mägen auch tiefseebewohnende Arten gefunden wurden, geht man davon aus, dass sie gute Taucher sind. Diese Walart wird rund 15 Jahre alt.

## Hybride
1998 wurde in British Columbia (Kanada) der Fötus eines Wales gefunden, der laut DNA-Untersuchungen ein Hybrid zwischen Weißflankenschweinswal und Gewöhnlichem Schweinswal war. Möglicherweise sind solche Hybriden häufiger, es würde eine Reihe von untypisch gefärbten Exemplaren erklären, die nahe Vancouver Island gesichtet wurden.

## Bedrohung

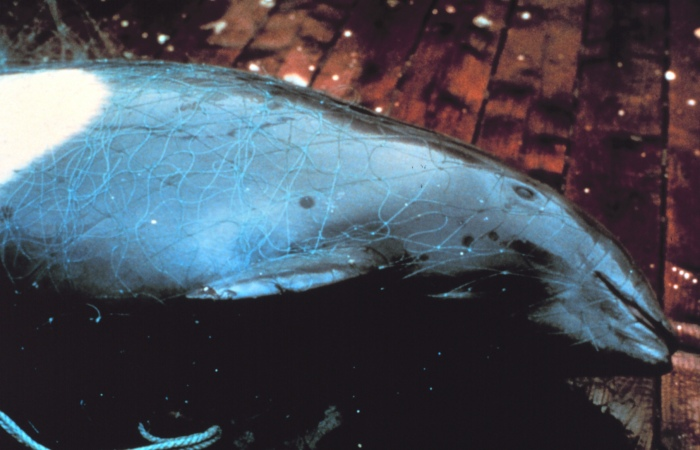
Weißflankenschweinswal gefangen im Fischernetz

Die größte Gefahr für diese Walart ist der Walfang, der seit Mitte der 1980er-Jahre, als das Walfangmoratorium für viele große Walarten in Kraft trat, verstärkt betrieben wird. 1988 brachte mit 45.000 getöteten Tieren den Höhepunkt, derzeit gilt eine jährliche Fangquote von 18.000 Tieren. Da der Walfang fast ausschließlich von Japan aus betrieben wird, sind vor allem die Tiere des Westpazifiks bedroht. Auch sterben immer noch viele Tiere als Beifang in den Fischernetzen, inwieweit sich dieser Faktor auf die Gesamtpopulation auswirkt, ist nicht genau bekannt.

## Belege

### Einzelbelege
1. ↑  Beolens, Watkins & Grayson: The Eponym Dictionary of Mammals. Johns Hopkins University Press, Baltimore 2009, ISBN 978-0-8018-9304-9, S. 96 (Dall).
2. ↑  Sale, S. 435